# 麻豆传媒
麻豆传媒是一家色情片制作与发布公司，在美国加州注册，伺服器設於美國。

## 内容
麻豆传媒的影片以原声中文对白为特色，内容主要参考以前日本AV的劇情，部分參考華語或外國具知名度的電影、連續劇、綜藝節目、小說動漫等作品拍攝。色情片演员则多在台湾招募。

## 事件
2020年底，其APP位列中華人民共和國国家互联网信息办公室宣布的清理下架名單。2022年1月，上海市公安局奉贤分局赶赴广东、四川等省，查獲3个「麻豆傳媒」摄影团队并以“制作、贩卖、传播淫秽物品”为由逮捕24名成员。根据警方通报，2021年1月以来，孙某、罗某等利用Telegram和Potato软件与九一视频、麻豆传媒的工作人员联络，确定剧本、片酬，并组织演职人员等拍摄50余部“淫秽视频”，牟利500余万元人民币，总点击量400余万次。

## 参演演员
| 姓名   | 代表作                                                   |
| ------ | -------------------------------------------------------- |
| 蘇暢   | 《我是蘇暢 我回來了》《新婚妻子與菜老闆》《警探姐妹花》  |
| 夏晴子 | 《我不是擼神》《鮑魚遊戲》《周處除三嗨》                 |
| 李蓉蓉 | 《藍天航空公司》《夜勤病棟》                             |
| 艾熙   | 《少婦白潔》《小鳳新婚》《極品嫂子》《致八零年代的我們》 |
| 蘇語棠 | 《妖女榨汁》《少年阿賓》《小鳳新婚》                     |